# Кашуэйра-дуз-Индиус

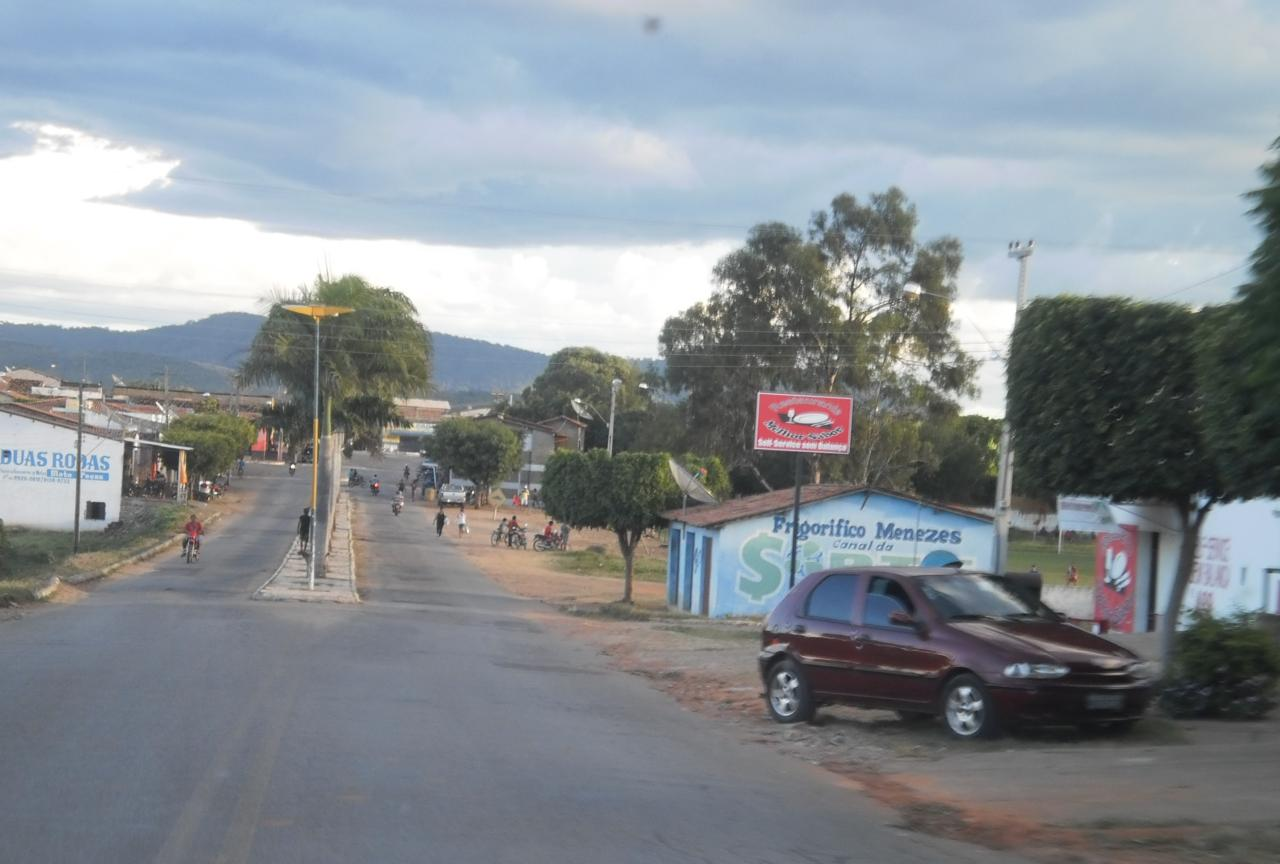
Въезд в Кашуэйра-дуз-Индиус

Кашуэйра-дуз-Индиус (порт. Cachoeira dos Índios) — муниципалитет в Бразилии, входит в штат Параиба. Составная часть мезорегиона Сертан штата Параиба. Входит в экономико-статистический микрорегион Кажазейрас. Население составляет 9546 человек на 2010 год. Занимает площадь 172,906 км². Плотность населения — 55,2 чел./км².

## Статистика
- Валовой внутренний продукт на 2003 год составляет 17 384 338,00 реалов (данные: Бразильский институт географии и статистики).
- Валовой внутренний продукт на душу населения на 2003 год составляет 2161,69 реалов (данные: Бразильский институт географии и статистики).
- Индекс развития человеческого потенциала на 2000 год составляет 0,577 (данные: Программа развития ООН).